# Elementary OS
elementary OS – pochodna dystrybucja systemu operacyjnego GNU/Linux, bazująca na dystrybucji Ubuntu.

## Charakterystyka
Fundamentalną osią dystrybucji elementary OS jest jej środowisko graficzne o nazwie Pantheon, które, zgodnie z wytycznymi twórców zawartymi w Human Interface Guidelines, kładzie nacisk na:
- łatwość obsługi od samego początku użytkowania,
- szybkie i proste uczenie się funkcjonalności systemu,
- minimalizację przystosowywania i ręcznej zmiany ustawień systemu.

Pantheon wykazuje znaczne podobieństwo do interfejsu użytkownika systemu operacyjnego macOS.
System charakteryzuje brak aktywnego pulpitu, co oznacza, że nie da się umieszczać na nim skrótów, folderów ani aplikacji, tak jak ma to miejsce w wielu środowiskach graficznych i innych, popularnych systemach operacyjnych.
Użyte w Elementary OS graficzne środowisko Pantheon bazuje na bibliotekach graficznych GTK+ i jest zarazem forkiem innego środowiska graficznego – GNOME.
Pantheon składa się między innymi z:
- Pantheon Greeter będącego ekranem logowania bazującym na LightDM,
- menedżera okien bazującego na Mutter (Vala/GTK3),
- WingPanel,
- Slingshot – menu prezentujące aplikacje,
- Plank – pasek zadań u dołu pulpitu z ikonami aplikacji do ich szybkiego uruchamiania.

## Wydania elementary OS
- Elementary OS 0.1 Jupiter, wydana 31 marca 2011 roku (bazuje na Ubuntu 10.10)
- Elementary OS 0.2 Luna, wydana 10 sierpnia 2013 roku (bazuje na Ubuntu 12.04 LTS)
- Elementary OS 0.3 Freya, wydana 11 kwietnia 2015 roku (bazuje na Ubuntu 14.04 LTS)
- Elementary OS 0.3.1 Freya, wydana 3 września 2015 roku (bazuje na Ubuntu 14.04 LTS)
- Elementary OS 0.3.2 Freya, wydana 9 grudnia 2015 roku (bazuje na Ubuntu 14.04 LTS)
- Elementary OS 0.4 Loki, wydana 9 września 2016 roku (bazuje na Ubuntu 16.04 LTS)
- Elementary OS 0.4.1 Loki, wydana 17 maja 2017 roku (bazuje na Ubuntu 16.04.2 LTS)
- Elementary OS 5 Juno, wydana 16 października 2018 roku (bazuje na Ubuntu 18.04 LTS)
- Elementary OS 5.1 Hera, wydana 3 grudnia 2019 roku (bazuje na Ubuntu 18.04 LTS)
- Elementary OS 6.0 Odin, wydana 10 sierpnia 2021 roku (bazuje na Ubuntu 20.04 LTS)
- Elementary OS 6.1 Jólnir, wydana 20 grudnia 2021 roku (bazuje na Ubuntu 20.04.3 LTS)[4]
- Elementary OS 7.0 Horus, wydana 31 stycznia 2023 roku (bazuje na Ubuntu 22.04[5] LTS)[6]
- Elementary OS 7.1 Horus, wydana 3 października 2023 roku (bazuje na Ubuntu 22.04.3[7] LTS)[8]
- Elementary OS 8.0 Circe, wydana 26 listopada 2024 roku (bazuje na Ubuntu 24.04 LTS)[9]